# Phalacrichus semicaecus
Phalacrichus semicaecus är en skalbaggsart som beskrevs av Carles Hernando och Ignacio Ribera 2003. Phalacrichus semicaecus ingår i släktet Phalacrichus och familjen lerstrandbaggar. Inga underarter finns listade i Catalogue of Life.